# Mychajlo Fomenko
Mychajlo Ivanovyč Fomenko (in ucraino Михайло Іванович Фоменко?, in russo Михаил Иванович Фоменко?, Michail Ivanovič Fomenko; Mala Rybycja, 19 settembre 1948 – Sumy, 29 aprile 2024) è stato un calciatore e allenatore di calcio sovietico, dal 1991 ucraino, di ruolo difensore.

## Palmarès

### Giocatore

#### Competizioni nazionali
- Campionato sovietico: 3

Dinamo Kiev: 1974, 1975, 1977
- Coppa dell'Unione Sovietica: 2

Dinamo Kiev: 1974, 1978

#### Competizioni internazionali
- Coppa delle Coppe: 1

Dinamo Kiev: 1974-1975
- Supercoppa UEFA: 1

Dinamo Kiev: 1975

### Allenatore

#### Competizioni nazionali
- Campionato ucraino: 1

Dinamo Kiev: 1992-1993
- Coppa d'Ucraina: 1

Dinamo Kiev: 1992-1993